# Bartolomeo d'Avanzo
Bartolomeo d'Avanzo (Avella, 3 de julho de 1811 em – Avella, 20 de outubro de 1884) foi um bispo italiano e cardeal da Igreja Católica Romana.

## Vida
Bartolomeo d'Avanzo nasceu em 3 de julho de 1811, em Avella, no então Reino de Nápoles (hoje, parte da Itália), da união de Bartolomeo d'Avanzo, um médico, e sua esposa Caterina Borzelli. Ainda jovem entrou no seminário de Nola, onde foi confirmado em 13 de junho de 1829. Após sua ordenação, em 20 de setembro de 1834, mudou-se para a Universidade de Nápoles, onde recebeu seu doutorado em teologia em 28 de setembro de 1842.
Como padre, trabalhou inicialmente como professor de teologia dogmática e hebraico em sua alma mater, o seminário de Nola. Também trabalhou como capelão na igreja de Nola. Mais tarde, ele escreveu artigos para La Scienza e la Fede, uma revista científica irregular, e ganhou fama como revisor de livros.
Em 18 de março de 1851 d'Avanzo foi nomeado bispo da diocese de Castellaneta; O cardeal Costantino Patrizi, cardeal bispo de Albano, o sagrou em 28 de março de 1851; foram co-consagrantes Antonio Ligi Bussi, vice-regente da Diocese de Roma, e Vincenzo Tizzani, ex-bispo de Terni. Nove anos depois, em 13 de julho de 1860, foi transferido para a diocese de Teano-Calvi como bispo.

## Tentativa de assassinato
Pouco tempo após iniciar sua nova missão, d'Avanzo sobreviveu a uma tentativa de assassinato em  13 de agosto de 1860. Um homem com atitudes anticlericais disparou quatro tiros contra o bispo d'Avanzo.
A primeira bala atingiu o interior da carruagem em que d'Avanzo estava, a segunda atingiu o pulso direito do bispo e a terceira atingiu seu braço esquerdo. O quarto tiro, que provavelmente teria sido fatal, entrou no peitoral, a cruz tradicionalmente usada pelos bispos no peito, e d'Avanzo sobreviveu à tentativa.
A razão para o assassinato estava no clima anti-Igreja prevalecente na Itália na época. D'Avanzo sempre fez campanha contra os maçons, o que também pode ter sido um dos motivos.
Ligeiramente ferido, de 1860 a 1866, foi impedido de entrar na diocese por não ter a aprovação do governo, retirando-se para o mosteiro dos capuchinhos em Sorrento, onde viveu no exílio por sete anos. De Sorrento, onde residia no exílio, liderou uma batalha contra a maçonaria e, depois de entrar na diocese, teve de insistir na reabertura dos seminários.
Ele então trabalhou de 1869 a 1870 como Padre Conciliar no Concílio Vaticano I, onde apoiou o dogma da “Infalibilidade Papal”.

## Cardinalato
Papa Pio IX elevou-o ao posto de Cardeal da Santa Igreja no consistório de 3 de abril de 1876 e conferiu o título de Santa Susanna ao novo Cardeal-presbítero em 7 de abril de 1876. Como cardeal, d'Avanzo também participou do conclave de 1878 em que Leão XIII foi eleito Papa.
Ao longo de sua carreira, foi um forte opositor da maçonaria e liderou uma série de campanhas da Igreja contra a sociedade.

## Genealogia episcopal e sucessão apostólica
Sua Genealogia Episcopal é:
- Cardeal Scipione Rebiba
- Cardeal Giulio Antonio Santori
- Cardeal Girolamo Bernerio, O.P.
- Arcebispo Galeazzo Sanvitale
- Cardeal Ludovico Ludovisi
- Cardeal Luigi Caetani
- Cardeal Ulderico Carpegna
- Cardeal Paluzzo Paluzzi Altieri degli Albertoni
- Papa Bento XIII
- Papa Bento XIV
- Papa Clemente XIII
- Cardeal Marcantonio Colonna
- Cardeal Giacinto Sigismondo Gerdil, B.
- Cardeal Giulio Maria della Somaglia
- Cardeal Carlo Odescalchi, S.I.
- Cardeal Costantino Patrizi Naro
- Cardeal Bartolomeo d'Avanzo

A Sucessão Apostólica é:
- Bispo Michele Mautone (1876)
- Bispo Francesco Macarone (1877)

## Morte
Após sua morte, em 20 de outubro de 1884, o cardeal d'Avanzo foi enterrado no túmulo da família em Avella.